# Adelophis
Genre
Adelophis est un genre de serpents de la famille des Natricidae.

## Répartition
Les espèces de ce genre sont endémiques du Mexique.

## Liste d'espèces
Selon The Reptile Database (4 septembre 2013) :
- Adelophis copei Dugès, 1879
- Adelophis foxi Rossman & Blaney, 1968

## Publication originale
- Dugès, 1879 in Cope, 1879 : Eleventh contribution to the herpetology of tropical America. Proceedings of the American Philosophical Society, vol. 18, p. 261–277 (texte intégral).